# Thisted Posthus
Thisted Posthus eller Thisted Distributionscenter er et postdistributionscenter på Jernbanegade i Thisted. Tidligere var det også et posthus. Alt postomdeling i 7700 Thisted, 7752 Snedsted foregår med udgangspunkt fra Thisted Posthus.
Den 18. august 2009 lukkede postekspeditionen i posthuset, og personalet blev virksomhedsoverdraget til en nyindrettet postbutik i SuperBrugsen på Vestergade. Det skyldtes flere års fald i posthusets omsætning.
Thisted Postbutik fik den 27. april 2013 igen sit eget poststempel. Grunden til Thisted får sit eget stempel, er at den er beliggende i et hjørne af Danmark, og at området har også en aktiv frimærkeklub.